# Vålerenga Ishockey
Vålerenga Ishockey ist ein norwegischer Eishockeyclub in Oslo, der dem 1913 gegründeten Vålerenga IF angehört. Die Heimspiele des Klubs wurden bis 2017 im Jordal Amfi ausgetragen. Nach dem Abriss wurde dort das Nye Jordal Amfi gebaut und wurde am 25. September 2020 eingeweiht. Das Jordal Amfi wurde für die Olympischen Winterspiele 1952 erbaut. Vorübergehend spielte der Club im Furuset Forum mit 2050 Plätzen. Derzeitiger Trainer ist der ehemalige Spieler Espen Knutsen.

## Geschichte

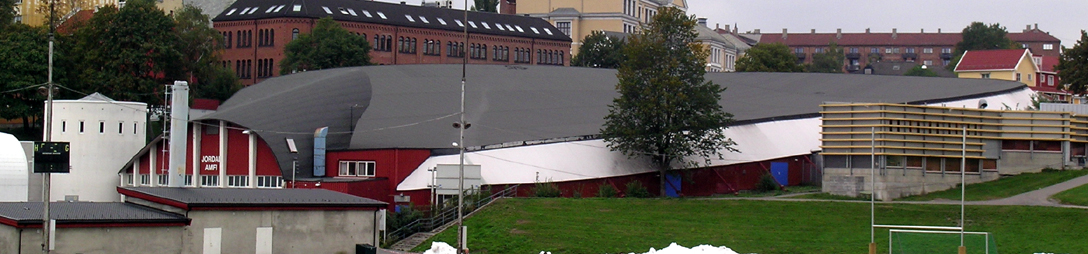
Jordal Amfi, bis 2017 Heimspielstätte von Vålerenga Ishockey

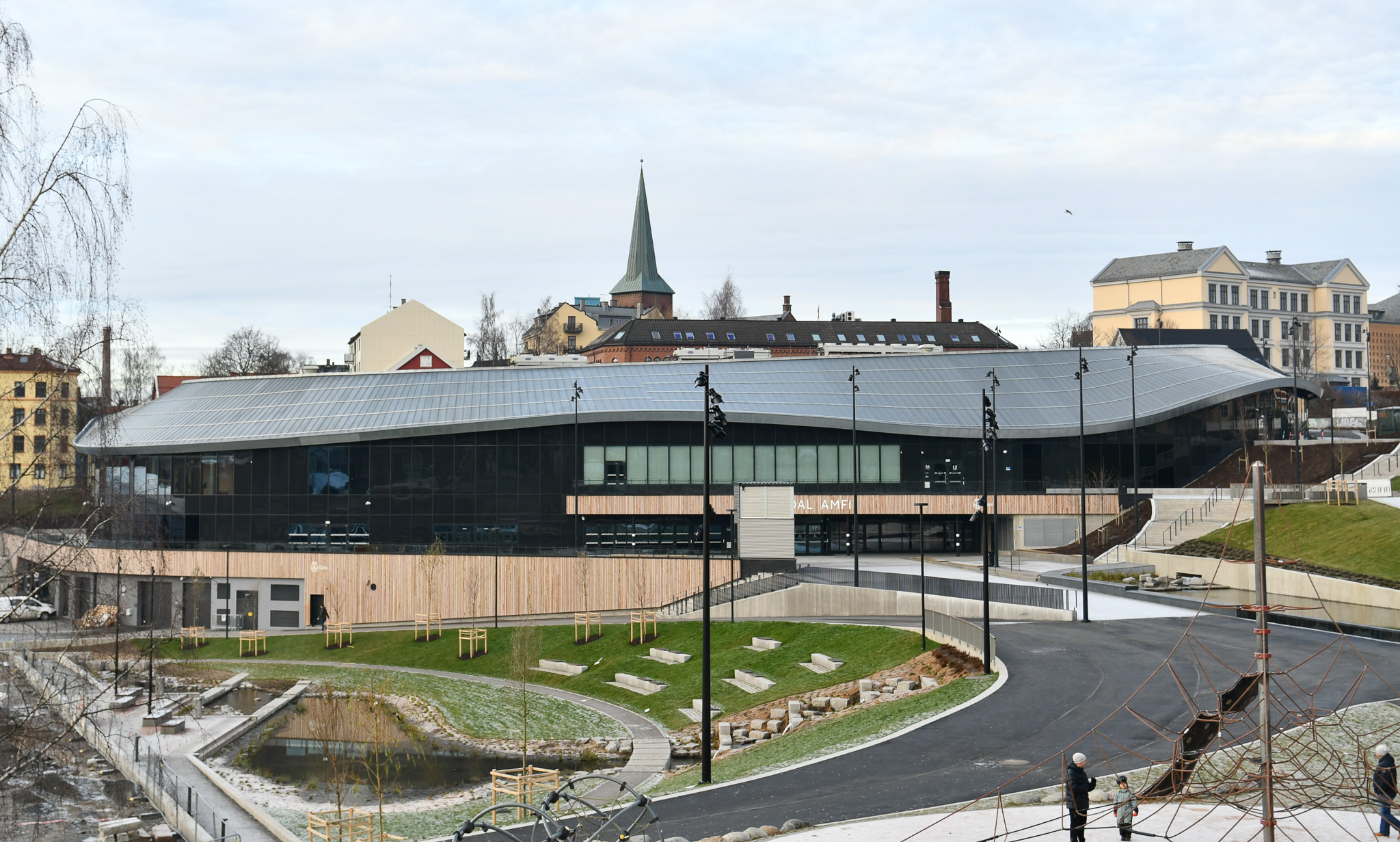
Die Nye Jordal Amfi im November 2020

In den 1940er Jahren wurde die Eishockeyabteilung des Vålerenga IF gegründet, die zunächst vor allem auf Juniorenebene Erfolge verzeichnete. 1947 gewannen die Junioren des Vereins die norwegische Meisterschaft und etablierten sich in den folgenden zehn Jahren an der Spitze der Tabelle. Zwischen 1956 und 1961 gewannen die Nachwuchsspieler weitere fünf Meistertitel. Damit war die Basis für eine erfolgreiche Herrenmannschaft gelegt, die das neu erbaute Jordal Amfi als Heimspielstätte nutzte und schnell die oberste Spielklasse Norwegens erreichte. 1960 gewann der Verein seinen ersten norwegischen Meistertitel und dominierte das norwegische Eishockey in den 1960er Jahren. Zuvor hatte in den 1950er Jahren ein anderer Verein aus Oslo, der Gamlebyen IF, das norwegische Herreneishockey geprägt. Diese Rolle übernahm in der Folge der Vålerenga IF unter der Führung von Tor Gundersen, der 1960 den Goldenen Puck gewann.
In den folgenden Jahrzehnten gewann der Verein eine Vielzahl von Meistertiteln und gehört damit zu den erfolgreichsten Vereinsmannschaften Norwegens.
Während des Lockouts in der National Hockey League spielten Chris Mason und Scott Hartnell für den Verein. Weitere ehemalige bekannte Spieler des Vereins sind Serge Boisvert, Johan Åkerman und Sergei Puschkow. Patrick Thoresen und Mats Zuccarello Aasen spielten als Junioren für Vålerenga.

## Erfolge
- Norwegischer Meister:  1960, 1962–63, 1965–71, 1973, 1982, 1985, 1987–88, 1991–93, 1998–99, 2001, 2003, 2005–07, 2009
- Meister der regulären Saison: 1962–71, 1980, 1982, 1985, 1988, 1991–94, 1996, 1998–2000, 2002–03, 2005, 2007, 2010, 2013–14
- Vålerenga Ishockey hält die meisten Titel aller Mannschaftssportarten in Norwegen.

## Ehemalige Spieler (Auswahl)
| - Johan Åkerman - Morten Ask - Serge Boisvert - Alexander Bonsaksen - Johan Brummer - Travis Brigley - Scott Hartnell - Stig Johansen | - Espen Knutsen - Einar Bruno Larsen - Jim Marthinsen - Tommy Marthinsen - Chris Mason - Anders Myrvold - Kent Nilsson | - Øystein Olsen - Per Skjerwen Olsen - Mathis Olimb - Bård Sørlie - Patrick Thoresen - Petter Thoresen - Mats Zuccarello Aasen |